# ألبرت بي كلارك
ألبرت بي كلارك (بالإنجليزية: Albert P. Clark)‏ هو ضابط أمريكي، ولد في 27 أغسطس 1913 في Schofield Barracks ‏ في الولايات المتحدة، وتوفي في 8 مارس 2010 في كولورادو سبرينغس في الولايات المتحدة.